# Монтероні-ді-Лечче
Монтероні-ді-Лечче (італ. Monteroni di Lecce, сиц. Muntruni) — муніципалітет в Італії, у регіоні Апулія, провінція Лечче.
Монтероні-ді-Лечче розташоване на відстані близько 510 км на схід від Рима, 140 км на південний схід від Барі, 7 км на захід від Лечче.
Населення — 14 133 особи (2014).
Щорічний фестиваль відбувається першої неділі серпня. Покровитель — Antonio di Padova.

## Демографія
Населення за роками:

Станом на 1 січня 2023 року в муніципалітеті офіційно проживали 704 іноземці з 45 країн, серед них 295 громадян країн Євросоюзу та 2 громадяни України.

## Сусідні муніципалітети
- Арнезано
- Копертіно
- Лечче
- Лекуїле
- Сан-П'єтро-ін-Лама
- Карм'яно